# Escuela Superior de Ingeniería Informática de Albacete
La Escuela Superior de Ingeniería Informática de Albacete (ESII) es un centro docente de la Universidad de Castilla-La Mancha situado en el campus de la Ciudad Universitaria de Albacete (España).

## Historia
La historia de la Escuela Superior de Ingeniería Informática de Albacete de remonta a 1985, año en el que comenzaron a impartirse los estudios de Diplomado en Informática, que posteriormente en el curso 1992-93 se transformaron en el de Ingeniería Técnica en Informática de Sistemas y de Gestión, a los que se les unió en el curso 1998-99 la titulación de Ingeniería Informática. 
En el curso 2010-2011 se implantó el grado en Ingeniería Informática, adaptándose así al Espacio Europeo de Educación Superior, si bien desde 2005 ya se había convertido en un centro pionero de adaptación de sus enseñanzas de Ingeniería Informática con las del resto de Europa.

## Titulaciones
La Escuela Superior de Ingeniería Informática de Albacete oferta actualmente las siguientes titulaciones adaptadas al Espacio Europeo de Educación Superior (EEES):
Grado
- Grado en Ingeniería Informática (opciones en español y bilingüe)
  - Mención en Ingeniería del Software
  - Mención en Ingeniería de Computadores
  - Mención en Tecnologías de la Información
  - Mención en Computación

Posgrado
- Másteres oficiales
  - Máster Universitario en Ingeniería Informática
- Títulos propios
  - Máster en Sistemas Informáticos Embarcados
  - Máster en Ciberseguridad y Seguridad de la Información
  - Especialista en Ciencia de datos y desarrollo de aplicaciones escalables en la nube
- Doctorado
  - Doctorado en Tecnologías Informáticas Avanzadas

## Alumnado y personal

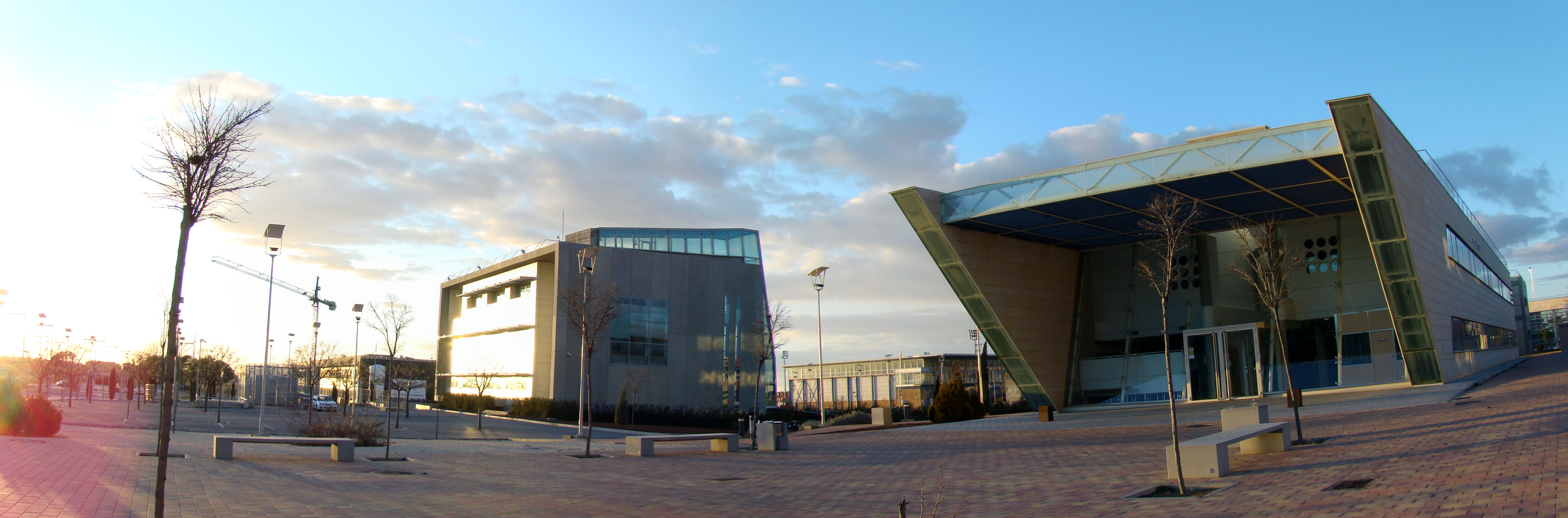
Instituto de Investigación en Informática de Albacete (edificio de la derecha)

La Escuela Superior de Ingeniería Informática de Albacete cuenta, en el curso 2013-2014, con un total de:
- 544 alumnos (curso 2012-2013)[3]
- 75 profesores e investigadores, 9 de los cuales son catedráticos[2]
- 18 empleados de administración y servicios

## Departamentos docentes
La ESIIAB es sede del Departamento de Sistemas Informáticos, que coordina la formación académica en toda la Universidad de Castilla-La Mancha de esta materia a través de las distintas áreas de conocimiento.
No obstante, las siguientes áreas de conocimiento tienen actividad en el centro:
- Departamento de Administración de Empresas
- Departamento de Filología Moderna
- Departamento de Física Aplicada
- Departamento de Ingeniería Eléctrica, Electrónica, Automática y Comunicaciones
- Departamento de Matemáticas
- Departamento de Sistemas Informáticos

## Instalaciones
La escuela dispone de aulas docentes, laboratorios de muy diversa índole, centro de datos propio con numerosos servidores, aula de informática, aula de idiomas, aula de videoconferencia o salón de actos, entre otras dependencias, en las que desarrolla su actividad docente e investigadora. Además cuenta con el apoyo de las instalaciones del Instituto de Investigación en Informática, cuyo moderno edificio se localiza muy cercano a las instalaciones de la Escuela Superior de Ingeniería Informática.